# Marija Ermolova
Marija Nikolaevna Ermolova (in russo Мария Николаевна Ермолова?; Mosca, 15 luglio 1853 – Mosca, 12 marzo 1928) è stata un'attrice russa, una delle più grandi nella storia di Teatro Malyj di Mosca.
Fu una delle prime persone del mondo del teatro a ricevere nel 1921 il riconoscimento e le onorificenze di nuovo stato sovietico.
Ha avuto una lunga e brillante carriera. Mori nel sonno nella sua sontuosa casa in viale Tverskaja a Mosca.
Uno dei teatri di Mosca porta il suo nome.

## Curiosità
Il pianeta minore 3657, scoperto dalla astronoma sovietica Ljudmila Žuravlëva nel 1978  e uno dei crateri di Venere portano il nome di Marija Ermolova.